# Fernando de Borbón e Battenberg
Fernando de Bourbon e Battenberg (21 de Maio de 1910) foi filho do rei Afonso XIII de Espanha e da sua esposa, a rainha Vitória Eugénia. O menino nasceu morto no Palácio de Oriente após uma gravidez difícil de pouco mais de oito meses.
O menino, que nasceu sem vida, não foi baptizado nem pôde receber, portanto, o título de infante de Espanha. O seu pai, Afonso XIII, encontrava-se na altura fora de Espanha, a participar nas cerimónias fúnebres do tio da sua esposa, o rei Eduardo VII do Reino Unido. O corpo do menino, a quem se chamou de Fernando por desejo da mãe, permaneceu no Palácio Real até ao regresso do rei e posteriormente foi enterrado, sem honras, na Cripta Real do Mosteiro de El Escorial, onde repousam actualmente.
O jornal Gaceta de Madrid publicou o relatório médico após o enterro daquele que tinha sido o quarto varão nascido dos reis:
Excelentíssimo senhor: O excelentíssimo senhor Decano dos Médicos da Câmara, comunicou-me neste dia o que lhe transmito: Excelentíssimo senhor, tenho o pêsame e a honra de comunicar a Vossa Excelência que a rainha, dona Vitória Eugénia deu à luz, às duas e meia da manhã de hoje, um infante morto no inicio deste mês, julgando pelos sinais exteriores do cadáver. Sua Majestade, a rainha, encontra-se em estado satisfatório. Palácio, 21 de Maio de 1910.